# خبیرالملک

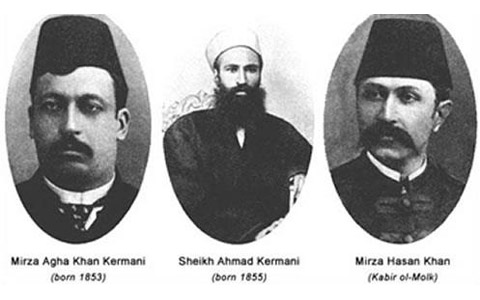
از چپ میرزا آقا خان کرمانی، شیخ احمد روحی، میرزا حسن خان خبیرالملک

حاجی میرزا حسن خان تبریزی معروف به خبیرالملک (مقتول ۱۳ صفر ۱۳۱۴ هجری قمری در شهر تبریز) سیاستمدار و آزادیخواه دوره‌ی قاجار بود.
مدتی کنسول ایران در شام بود. سپس به استانبول رفت و با سید جمال‌الدین اسدآبادی آشنا شد. با میرزا آقاخان کرمانی و شیخ احمد روحی به نشر مقالاتی علیه استبداد پرداخت. پس از ترور ناصرالدین شاه دولت عثمانی هر سه را به ایران تحویل داد. در تبریز هر سه را به فرمان محمدعلی میرزا ولیعهد سر بریدند و به تهران فرستادند.
علی محمد فره وشی خود و میرزا حسن خان خبیرالملک را به همراه میرزا آقاخان کرمانی ، شیخ احمد روحی ، میرزا رضای کرمانی، شیخ ابوالقاسم روحی را از یاران و مریدان سید جمال الدین اسد آبادی نام برده است.